# Corliss-dampmaskine
Corliss-dampmaskinen blev opfundet i midten af 1800-tallet, og er et af de første eksempler på en General-purpose technology, som i sin tid formede det økonomiske system og påvirkede adskillige aspekter af samfundet, hvori den blev benyttet.
| Motor | Spire Denne artikel om motorer og motordele er en spire som bør udbygges. Du er velkommen til at hjælpe Wikipedia ved at udvide den. |